# Stenocercus simonsii
Espèce
Stenocercus simonsii est une espèce de sauriens de la famille des Tropiduridae.

## Répartition
Cette espèce est endémique du Sud de l'Équateur. Elle se rencontre entre 1 980 et 2 500 m d'altitude dans les provinces d'Azuay et de Loja.

## Étymologie
Cette espèce est nommée en l'honneur de Perry O. Simons (1869–1901).

## Publication originale
- Boulenger, 1899 : Descriptions of new reptiles and batrachians collected by Mr. P.O. Simons in the Andes of Ecuador. Annals and Magazine of Natural History, ser. 7, vol. 4, p. 454-457 (texte intégral).